# Holcolaetis dyali
Holcolaetis dyali är en spindelart som beskrevs av Roewer 1951. Holcolaetis dyali ingår i släktet Holcolaetis och familjen hoppspindlar. Inga underarter finns listade i Catalogue of Life.